# 油濁防止管理者
油濁防止管理者（ゆだくぼうしかんりしゃ）とは、船舶からの油の不適正な排出の防止に関する業務の管理を行う者。

## 概要
- 総トン数200トン以上のタンカーは、乗り組む船舶職員のうちから、船長を補佐して船舶からの油の不適正な排出の防止に関する業務の管理（他のタンカーとの間でばら積み貨物油の積替えを行う総トン数150トン以上のタンカーの船舶間貨物油積替作業管理者が行う管理を除く。）を行わせるため、油濁防止管理者を選任しなければならない。
- 油濁防止管理者は、油の不適切な排出の防止に関する業務の管理に関する事項及び油の取扱いに関する作業を行う者が遵守すべき事項その他油の不適正な排出の防止に関する事項について定めた油濁防止規程に定められた事項を乗組員及び油を取扱う作業員に周知させなければならない。
- 油濁防止管理者は、油の取扱いに関する作業を油記録簿に記載しなければならない。（油濁防止管理者が選任されていない船舶は、船長の業務）

## 油
- 原油、重油、潤滑油、軽油、灯油、揮発油その他の国土交通省令で定める油及びこれらの油を含む油性混合物（国土交通省令で定めるものを除く。以下単に「油性混合物」という。）をいう。

## 国土交通省令で定める油
- 原油、重油、潤滑油、軽油、灯油、揮発油、アスファルト、前各号に掲げる油以外の炭化水素油（石炭から抽出されるものを除く。）であって、化学的に単一の有機化合物及び二以上の当該有機化合物を調合して得られる混合物以外のもの

## 油性混合物
- 潤滑油添加剤

## 油濁防止規程を定める船舶
- 総トン数150トン以上のタンカー及びタンカー以外の船舶で総トン数400トン以上のものであって、推進機関を有しない船舶（国際航海に従事するものを除く。）又は係船中の船舶以外のもの

## 資格
- 海技従事者の有資格者（通信、電子通信の海技士、小型船舶操縦士の免許を除く）又はSTCW条約締結国の発給した船舶の運航又は機関の運転に関する資格証明書を受有する者であって国土交通大臣の承認を受けた者、かつ、
- タンカーに乗組み、油の取り扱い作業1年以上の実務経験者又は国土交通大臣が定める講習を修了した者（講習は、毎年1月頃、東日本は関東運輸局、西日本は近畿運輸局又は神戸運輸監理部（隔年で交互）で実施され、実施予定は官報に公示される。）